# Sdružení měst a obcí Bojkovsko
Sdružení měst a obcí Bojkovsko je sdružení právnických osob v okresu Uherské Hradiště a okresu Zlín, jeho sídlem jsou Bojkovice a jeho cílem je celková podpora zvýšení zaměstnanosti v dané oblasti a podpora cestovního ruchu. Sdružuje celkem 15 obcí a byl založen v roce 2000.

## Obce sdružené v mikroregionu
- Bojkovice
- Lopeník
- Žítková
- Rudice
- Hostětín
- Rokytnice
- Šanov
- Nezdenice
- Záhorovice
- Komňa
- Březová
- Pitín
- Šumice
- Vápenice
- Vyškovec